# Gadu-Gadu
Gadu-Gadu è un software proprietario freeware di messaggistica istantanea e VoIP, è il più usato in Polonia. Esiste dal 2000 ed è stato creato dall'azienda polacca GG Network e attualmente l'ultima versione per Windows è la 12.4.95.12130 (25/06/2019). Per identificare gli utenti, il programma associa ad ognuno un numero (come ICQ) dove poi il singolo utente può farsi identificare con un proprio nickname. Ultimamente ha avviato servizi come la tecnologia VoIP e l'invio di SMS. Gadu-Gadu afferma che gli utenti che utilizzano il suo servizio sono oltre i 6 milioni.